# Crotalaria sapinii
Crotalaria sapinii är en ärtväxtart som beskrevs av De Wild.. Crotalaria sapinii ingår i släktet sunnhampor, och familjen ärtväxter.

## Underarter
Arten delas in i följande underarter:
- C. s. kasaiensis
- C. s. sapinii